# Castello di Claypotts
Il castello di Claypotts (in inglese Claypotts Castle) è uno storico edificio della città scozzese di Dundee, costruito tra il 1569 e il 1588 nella tenuta di Claypotts e in origine di proprietà del clan Strachan e successivamente del clan Graham.

## Storia
Il castello venne fatto costruire da John Strachan e dal figlio Gilbert in un terreno della tenuta di Claypotts che sin dal 1246 era di proprietà della Lindores Abbey e di cui gli Strachan erano stati locatari a partire dal 1511 e fino al 1560, anno della Riforma Protestante. Le due torri del castello furono probabilmente completate a distanza di anni, rispettivamente nel 1569 e nel 1588, stando a a quanto indicato dalle date che vi sono incise.
Nel 1593, dopo la morte di John Strachan, l'edificio venne ceduto dai suoi eredi a Sir William Graham di Ballunie e successivamente il castello divenne di proprietà di John Graham di Claverhouse, visconte di Dundee.
Nel 1689, dopo la battaglia di Killincrankie, il castello divenne di proprietà della Corona inglese, che poi lo cedette al secondo marchese di Douglas.
Successivamente, il castello di Claypotts divenne di proprietà di conti di Home   e da questi ceduto nel 1929 allo Stato.

## Architettura
Il castello si trova nei pressi del sobborgo di Broughty Ferry, nelle vicinanza del castello di Broughty.
Il castello è realizzato in arenaria rossa ed è a pianta a forma di "Z".
Una delle due torri del castello (quella meno antica) reca le iniziali del costruttore John Strachan. Il castello è dotato di 12 fori per cannoni.

## Leggende
Secondo la leggenda, ogni 29 maggio nelle finestre del castello sarebbe visibile una "dama bianca", ovvero il fantasma di Marion Ogilvie, figlia del primo Lord Argie e amante del cardinale David Beaton, morta assassinata il 29 maggio 1546 dopo aver atteso invano una visita da parte dell'amato.
Secondo un'altra leggenda, il castello di Claypotts è il luogo in cui il suo costruttore sarebbe sceso a patti con il diavolo in cambio di poteri soprannaturali.